# 14 octobre 1929
Le lundi 14 octobre 1929 est le 287e jour de l'année 1929.

## Naissances
- André d'Allemagne (mort le 1er février 2001), personnalité politique canadienne
- Giovanni Gandini (mort le 18 février 2006), éditeur, écrivain et dessinateur italien
- Jean-Marie Albertini (mort le 27 mai 2014), économiste et essayiste français
- Josep Iborra (mort le 24 février 2011), écrivain et critique littéraire valencien
- Paul Noterdaeme (mort le 21 juillet 1995), ambassadeur belge
- Yvon Durelle (mort le 6 janvier 2007), boxeur canadien